# Trois nouvelles études

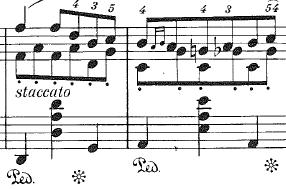
Fragmento del estudio n.º 3 de los Trois nouvelles études de Chopin.

Los Trois nouvelles études (del francés: "Tres nuevos estudios") son tres estudios para piano compuestos por el compositor polaco Fryderyk Chopin. Fueron compuestos en 1839 como una contribución al Méthode des méthodes de piano, un libro para el aprendizaje del piano de Ignaz Moscheles y François-Joseph Fétis. No se les dio un número de Opus como sí sucede con los doce del Opus 10 y los otros doce del Opus 25. A pesar de que no son tan difíciles técnicamente como los otros veinticuatro estudios, estos tres estudios mantienen la fórmula original de Chopin de equilibrio armónico y estructural. También son mucho más breves que los otros estudios, pues cada uno ocupa solamente unas dos páginas de partitura. Fueron publicados en 1840. 

## Primer estudio

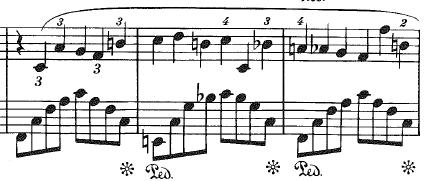
Fragmento del estudio n.º 1 de los Trois nouvelles études de Chopin.

El primero de estos estudios se centra en la práctica de polirritmias (concretamente, seis negras en la mano derecha y ocho corcheas en la mano izquierda en cada compás) y no muestra la dificultad de los del Op. 10 y los del Op. 25. Está escrito en la tonalidad de Fa menor, su tiempo de compás es de dos por dos (2/2) y tiene tempo Andantino. 

## Segundo estudio

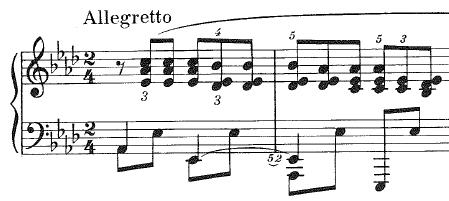
Inicio del estudio n.º 3 de los Trois nouvelles études de Chopin.

El segundo de los Trois nouvelles études, escrito en la tonalidad de Re bemol mayor, también está basado en polirritmias. En este caso, ésta consiste en seis corcheas en la mano derecha por cuatro de la izquierda en cada compás. Mientras que la mano izquierda, que se ocupa del acompañamiento, toca únicamente una nota; la derecha va tocando los acordes de tres o cuatro notas que conforman la melodía. Como curiosidad, ésta fue la última pieza que se le escuchó a Franz Liszt en vida. El tempo de este segundo estudio es Allegretto y su indicación de compás es dos por cuatro (2/4). 

## Tercer estudio
El tercer y último de estos estudios sin número de opus está escrito en la tonalidad de La bemol mayor y es seguramente el más difícil de los Trois nouvelles études, aunque sigue siendo mucho más asequible que la gran mayoría de los Estudios Op. 10 y Estudios Op. 25. Desarrolla polifonía, independencia de distintas voces, con la mano derecha. La melodía debe ser tocada bastante legato. Es secundada por un acompañamiento en la misma mano con un fuerte staccato y por otro acompañamiento distinto en la mano izquierda. En ocasiones, algunas de las amplias extensiones que hay que cubrir con las manos pueden suponer una gran dificultad para pianistas con las manos pequeñas. El tempo de este estudio es Allegretto, como el del n.º 2, y está escrito en tres por cuatro (3/4).